# Einar Engström
Ej att förväxla med Einar Engström (lexikograf) och Hans Einar Engström.
Einar Berthold Theodor Engström, född 15 oktober 1884 i Göteborgs Haga församling, död 30 november 1964 i Norrköpings Sankt Olai församling, var en svensk lärare och skolledare.

## Biografi
Engström studerade vid Göteborgs högskola, där han 1907 blev filosofie kandidat, 1910 filosofie licentiat och 1911 filosofie doktor. Han var 1911–1916 docent i latin vid Göteborgs högskola och lärare vid Göteborgs högre samskola. Han blev 1916 lektor i latin och grekiska vid Karlstads högre allmänna läroverk. År 1926 utsågs han till rektor vid Norrköpings högre allmänna läroverk. Han blev 1931 lektor i latin och grekiska vid nya latinläroverket i Stockholm.
Under sin tid i Karlstad var han 1921–1926 stadsfullmäktig, 1919–1926 suppleant i drätselkammaren och ordförande i lönenämnden, 1924–1926 ordförande i besparingskommittén och 1921–1926 studierektor vid och ledamot av styrelsen för Karlstads högre elementarläroverk för flickor. I Norrköping var han 1930–1938 stadsfullmäktig, ordförande i styrelsen för Norrköpings systemaktiebolag, i styrelsen för Östra Sveriges allmänna restaurangaktiebolag och för Norrköpings stads yrkesundervisningsanstalt.
Engström gifte sig 1912 med Gudrun Olsson (död 1918) och 1920 med Anna Nordenberg. Han är gravsatt i Krematorielunden i Norrköping.